# Lago de Türlen
El lago de Türlen (en alemán: Türlersee) es un pequeño lago de Suiza que se encuentra en el suroeste del cantón de Zúrich. Tiene una longitud de casi 1,4 km y una anchura de 500 m, siendo su superficie compartida por los municipios de Aeugst y Hausen am Albis.
La formación del lago se produjo a raíz de un deslizamiento de terreno desde los montes circundantes, que obstruyeron el desagüe.
El río Reppisch nace en este lago, fluyendo en dirección norte para desembocar en el río Limmat. 
En la orilla suroriental se sitúa la pequeña localidad de Türlen, que le da el nombre al lago. En dicha localidad existen una playa y un camping.

## La leyenda
Sobre la formación del lago existe una leyenda:

Donde hoy se encuentra el lago, hubo antaño una bella granja. El granjero tenía una hija, en la que el joven señor del cercano castillo se había fijado. Tanta impresión había causado en el, que rechazaba tozudamente todas las proposiciones que le presentaban.
Entonces el Señor convenció al granjero, para que a medianoche trajese su hija al castillo. Este abrió la puerta y se llevó a la muchacha, a pesar de resistirse. Al darse cuenta de lo que estaban haciendo con ella, lanzó un grito maldiciendo a su traicionero padre. En ese mismo momento bajaron rayos y centellas sobre la casa. Ella vio como una grieta ardiente se abrió y desaparecían la bella granja con todos sus campos.
A la mañana siguiente tan solo quedaba un lago en ese lugar.
Zürcher Sagen, W.W. Glättli (1959)

## Galería de imágenes

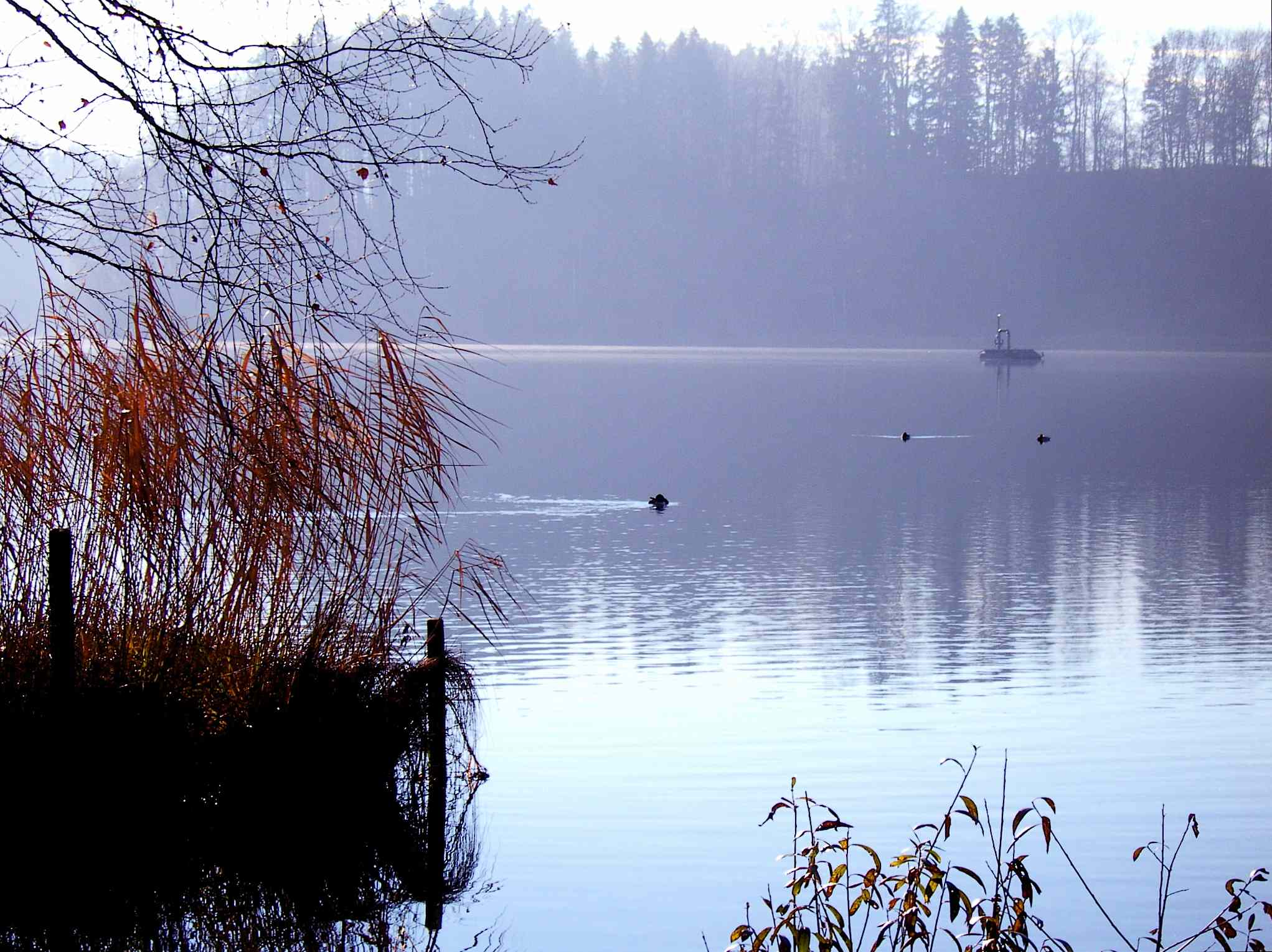
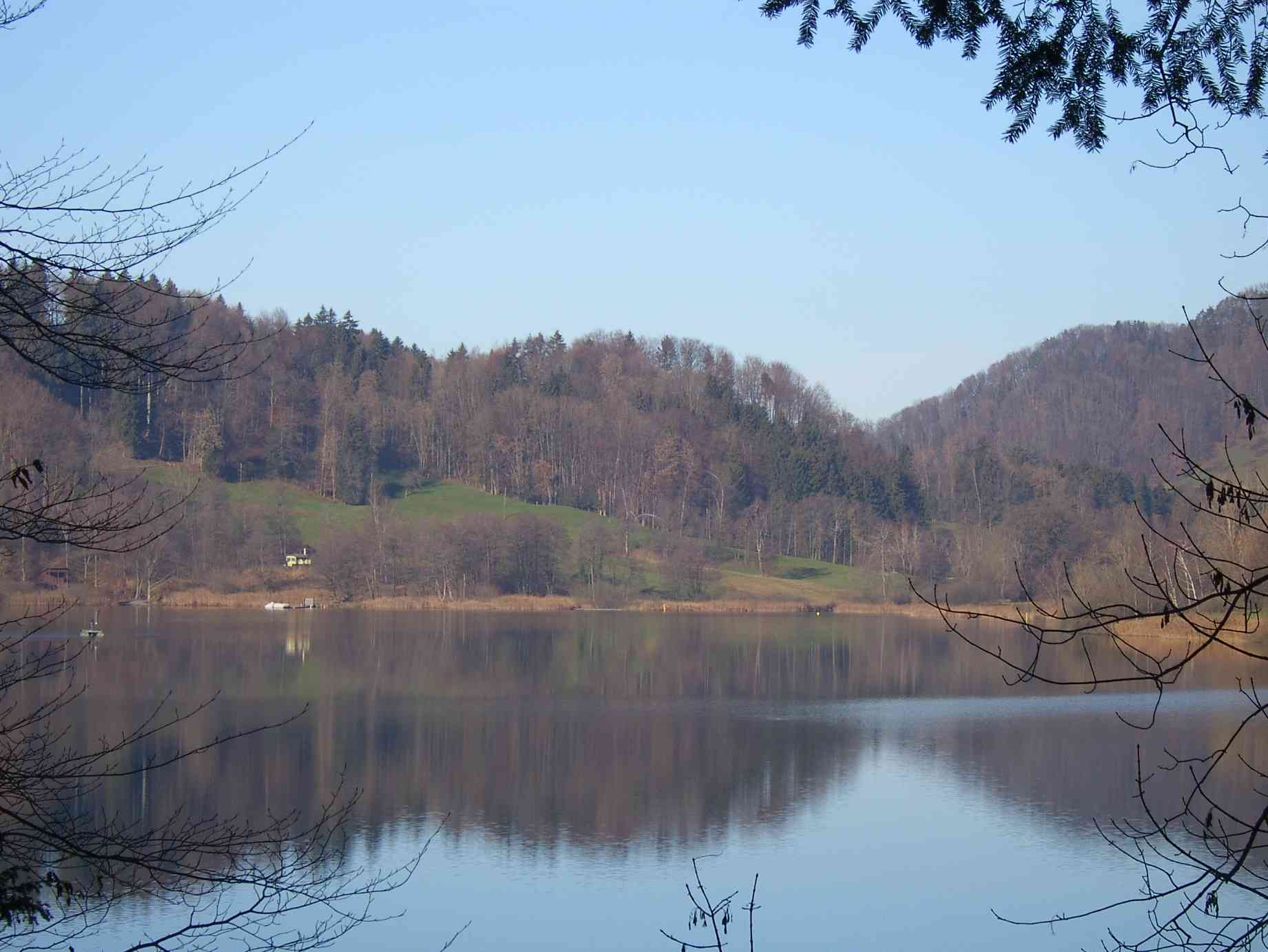
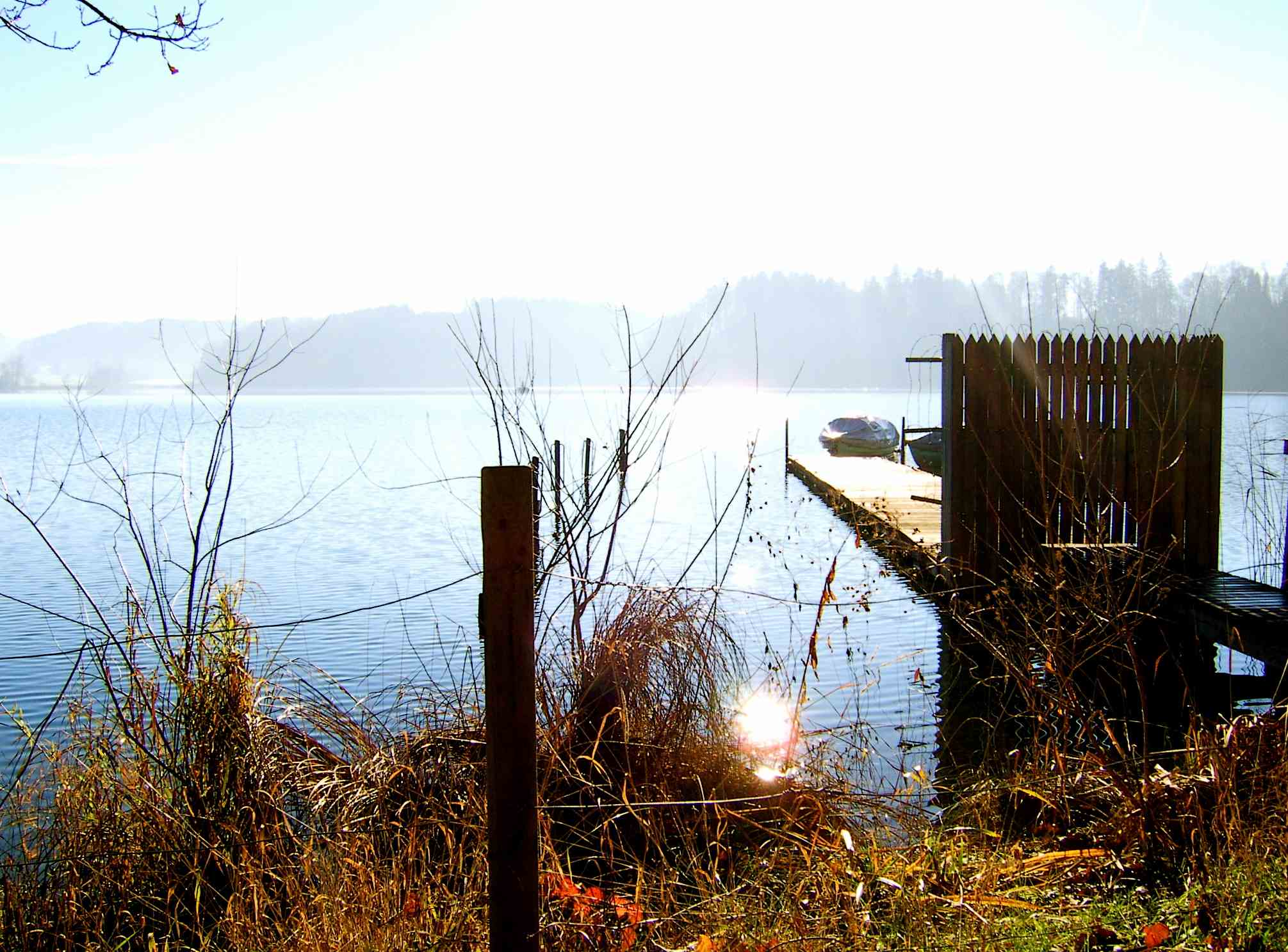
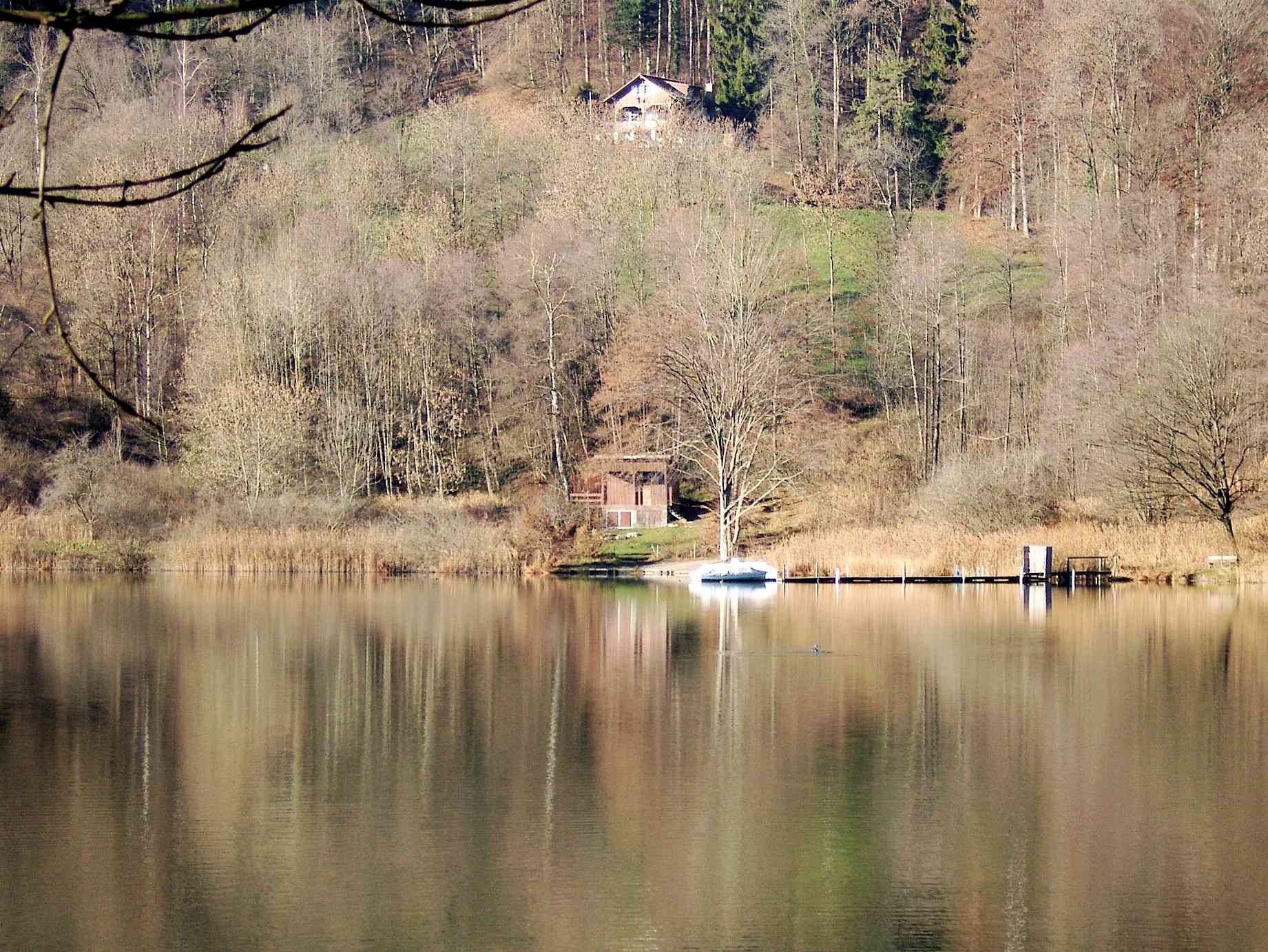
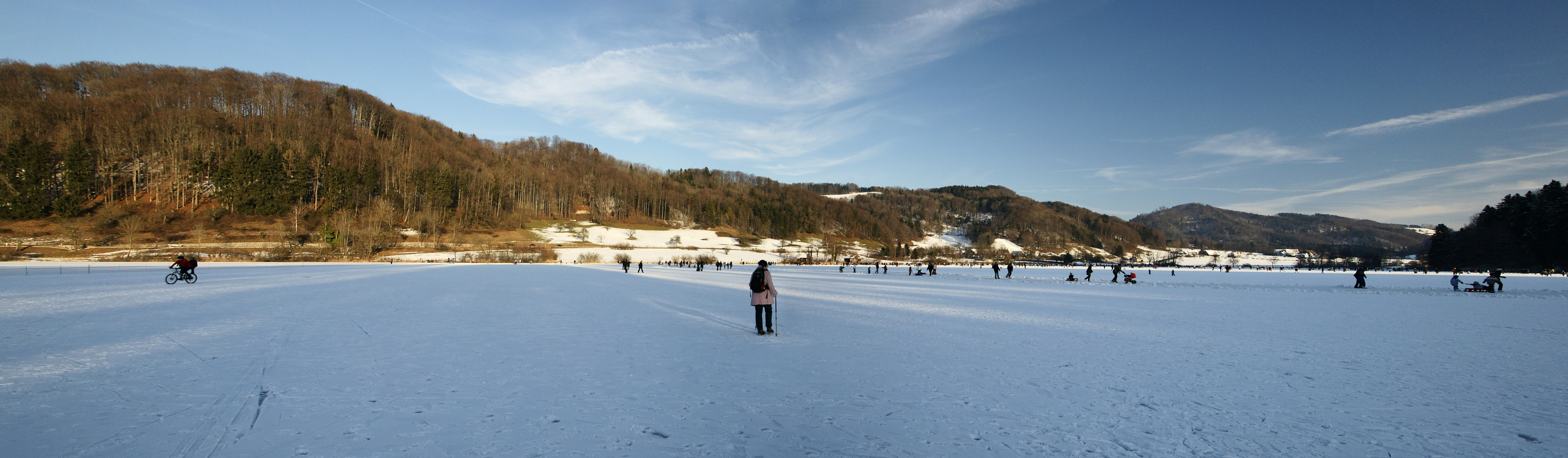
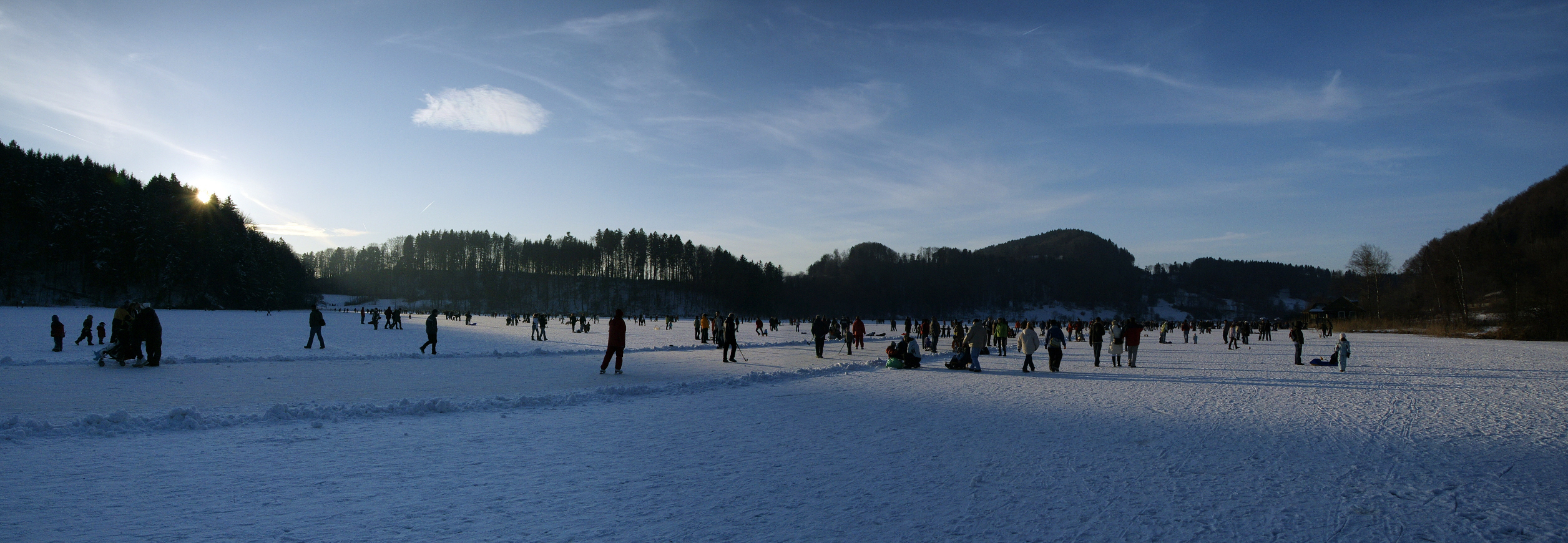

- Datos: Q676682
- Multimedia: Türlersee / Q676682